# ناحية شوان
ناحية شوان هي ناحية ضمن قضاء كركوك في محافظة كركوك، مركز الناحية هي قرية ريدار التي تعني طريق الغابة، كان اسمها السابق قرية جاجي بيخان، ولكن بسبب التطور العمراني، حولت إلى ناحية، تبعد عن مركز المحافظة حوالي 30 كم، اسم المدينة مأخوذ نسبة إلى إحدى العشيرتين الرئيسيتين فيها، وهما عشيرة «شوان» وعشيرة «شيخ بزيني»، يبلغ عدد قرى الناحية 76 قرية.